# Ornament (poligrafia)
Ornament – w tradycyjnym zecerstwie metalowa czcionka, linia, narożnik lub wiersz linotypowy z elementem zdobniczym. Ornamenty stosowano do zdobienia karty tytułowej, tytułu rozdziału, kolumny.

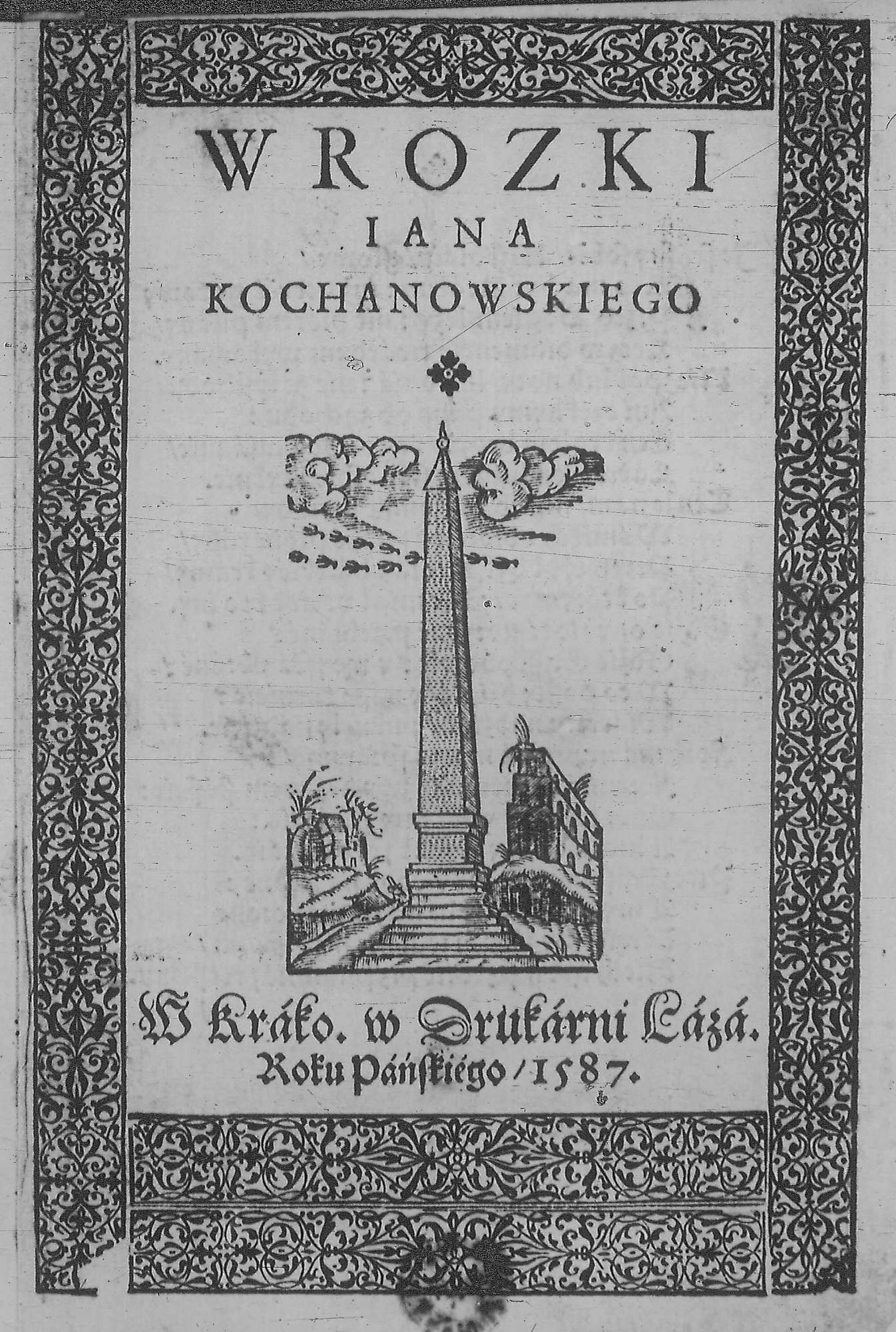
Linie ornamentowe na stronie tytułowej
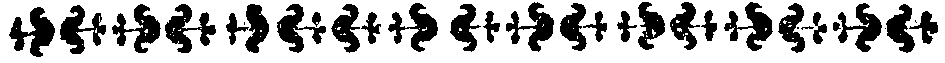
Linia ornamentowa
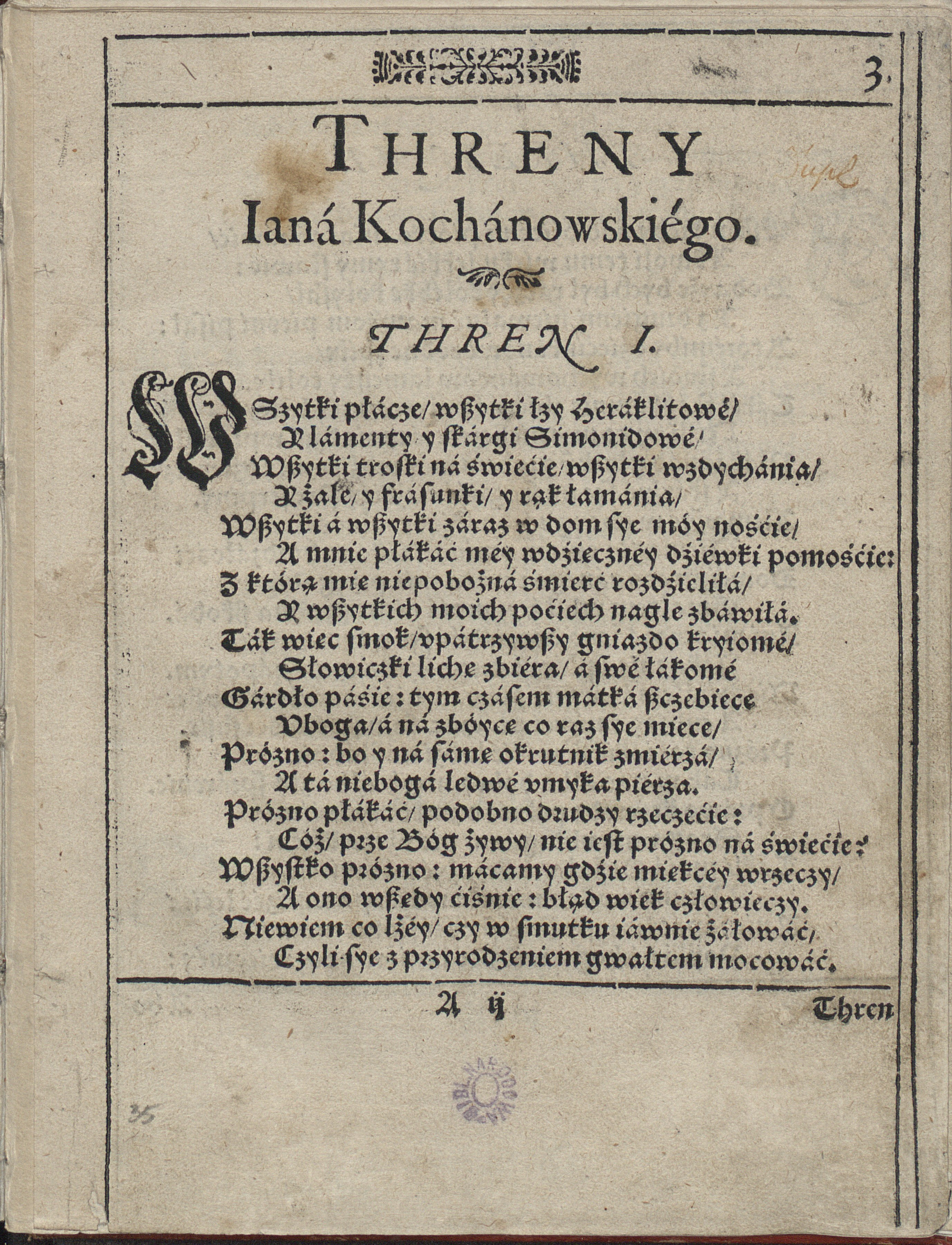
Ornamenty: w sekcji paginy oraz oddzielający tytuł cyklu od tytułu utworu
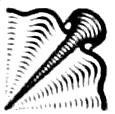
Narożnik ornamentowy
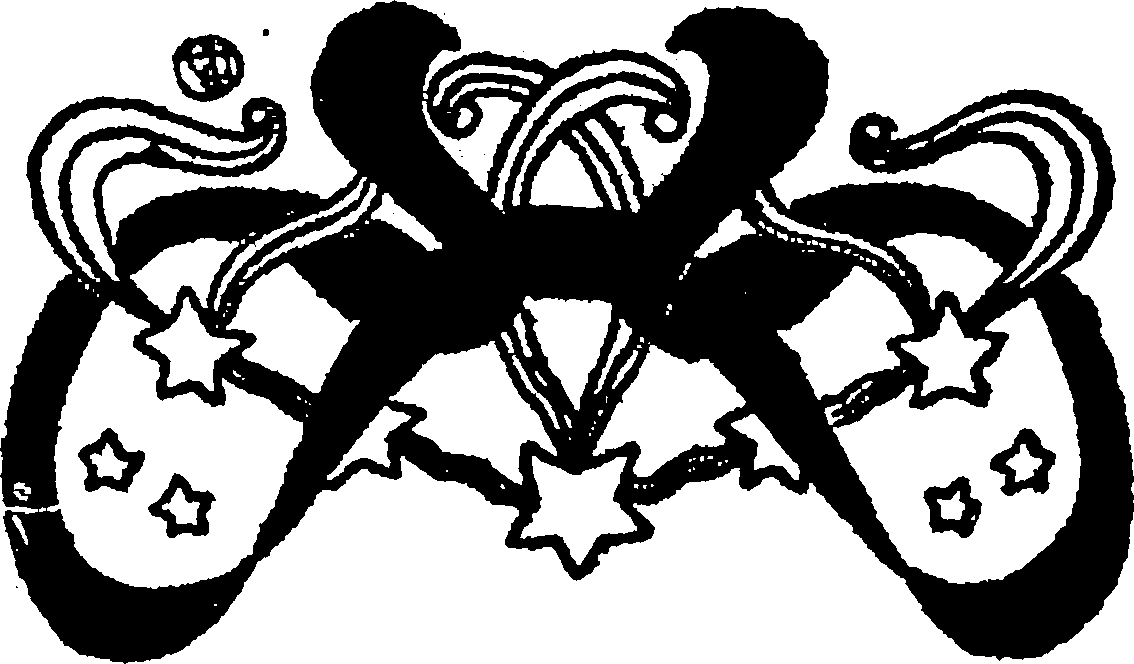
Ornament secesyjny